# Louis Gerhard De Geer
Louis Gerhard De Geer (Finspång, 18 juli 1818 - Hanaskog, 24 september 1896) was een vooruitstrevend Zweeds staatsman en schrijver. Van 1876 tot 1880 was hij de eerste minister-president van Zweden.

## Levensloop
De Geer, lid van de Zweedse tak van de familie De Geer, werd geboren in het landhuis van Finspång, Finspångs slott, als zoon van hofmaarschalk baron Gerhard De Geer. In zijn jonge jaren schreef hij enkele literaire werken; later wijdde hij zijn pen aan de politieke memoires. Hij was advocaat en in 1855 werd hij lid van de Göta Hovrätt, het Hof van Beroep van Götaland. Van 7 april 1858 tot 3 juni 1870 was hij eerste minister van Justitie. Als lid van de adel nam hij deel in de Zweedse Rijksdag der Staten vanaf 1851. Van 1867 tot 1878 was hij vertegenwoordiger voor Stockholm in de Eerste Kamer van de Nieuwe Rijksdag, waar hij vele nuttige hervormingen voorstelde.
Van 20 maart 1876 tot 19 april 1880 was hij dan premier van Zweden. Tegelijkertijd was hij minister van Justitie en van Buitenlandse Zaken. Als premier verdedigde hij vrijhandel en economisch liberalisme. Nadat zijn pogingen om oplossingen te vinden voor de bewapeningsvraag in Zweden mislukten, nam hij in april 1880 ontslag als eerste minister.
Een van zijn grootste verdiensten was de hervorming van het Zweedse volksvertegenwoordigerssysteem. Sinds 1862 was De Geer lid van de Zweedse Academie op zetel 17, als opvolger van Anders Magnus Strinnholm. Hij was tevens lid van de Wetenschapsacademie. Van 1881 tot 1888 was hij kanselier van de Universiteit van Uppsala en van de Universiteit van Lund.
Louis Gerhard De Geer is de vader van Gerhard Louis De Geer (die ook minister-president van Zweden werd) en Gerhard Jacob De Geer (geoloog en geomorfoloog).

## Werken
- Hjertklappningen på Dalvik
- S.H.T. [= 'Salvo Honoris Titulo', 'zonder (ere)titel'], novellen (Stockholm, 1843)
- Carl XII's page
- Minnesteckning öfver A. J. v. Höpken (Stockholm, 1881)
- Minnesteckning öfver Hans Järta (Stockholm, 1874)
- Minnesteckning öfver B. B. von Platen (Stockholm, 1886)
- Minnen (Stockholm, 1892)